# (3643) Tienchanglin
(3643) Tienchanglin (1978 UN2) – planetoida z pasa głównego asteroid okrążająca Słońce w ciągu 3,73 lat w średniej odległości 2,4 au Odkryta 29 października 1978 roku.